# Lucio César

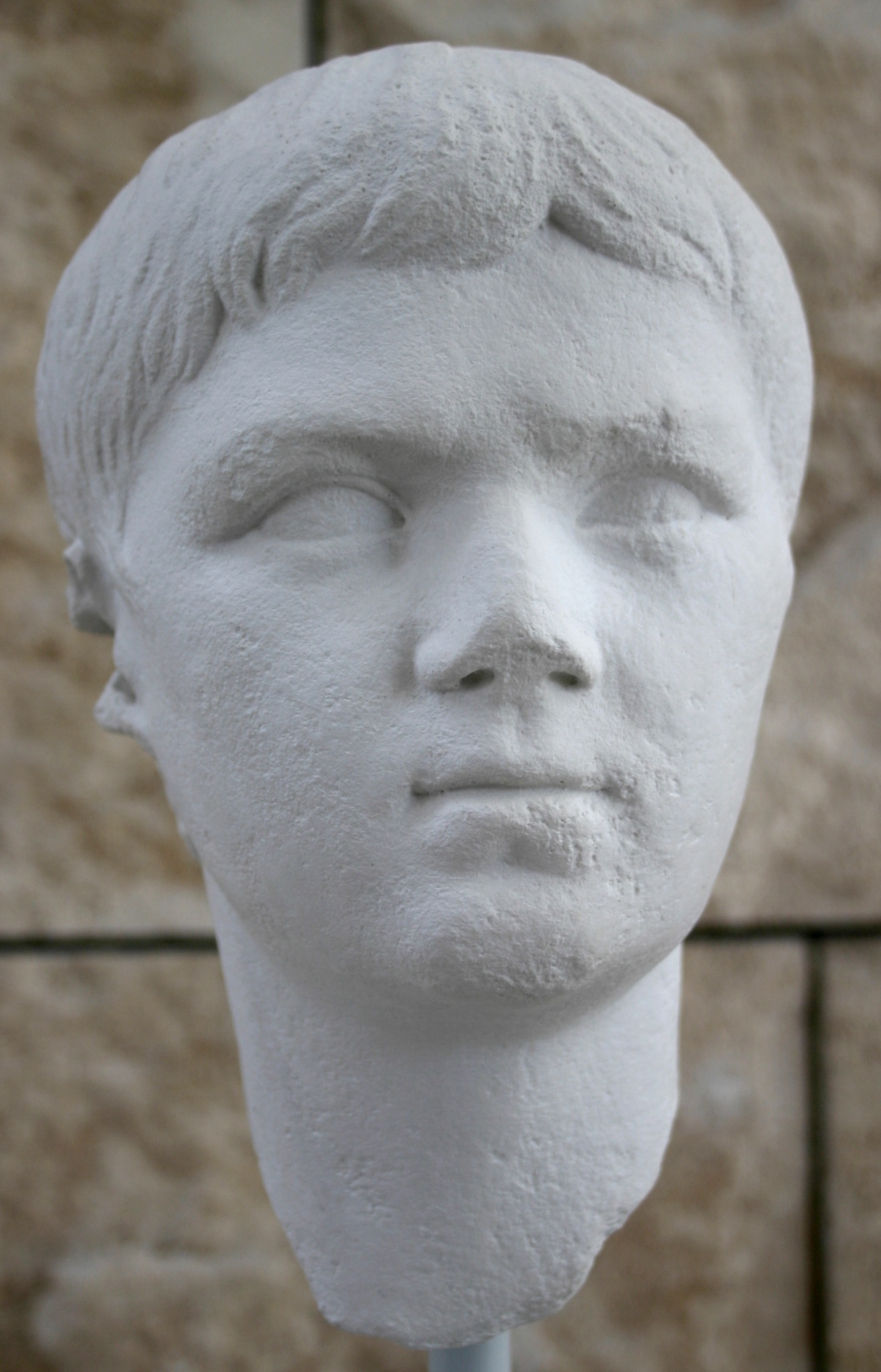
Lucio César fue hijo de Agripa y Julia la Mayor. Su muerte prematura frustró los planes de Augusto de hacerlo su coheredero. Busto de Lucio César. Museo del Ara Pacis de Roma.

Lucio César  (17 a. C.-2 d. C.) fue un aristócrata romano miembro de la dinastía Julio-Claudia por nacimiento y adopción. Fue uno de los primeros herederos de Augusto, pero murió años antes de poder acceder a la herencia. En ocasiones se le asigna el nomen Julio.

## Vida

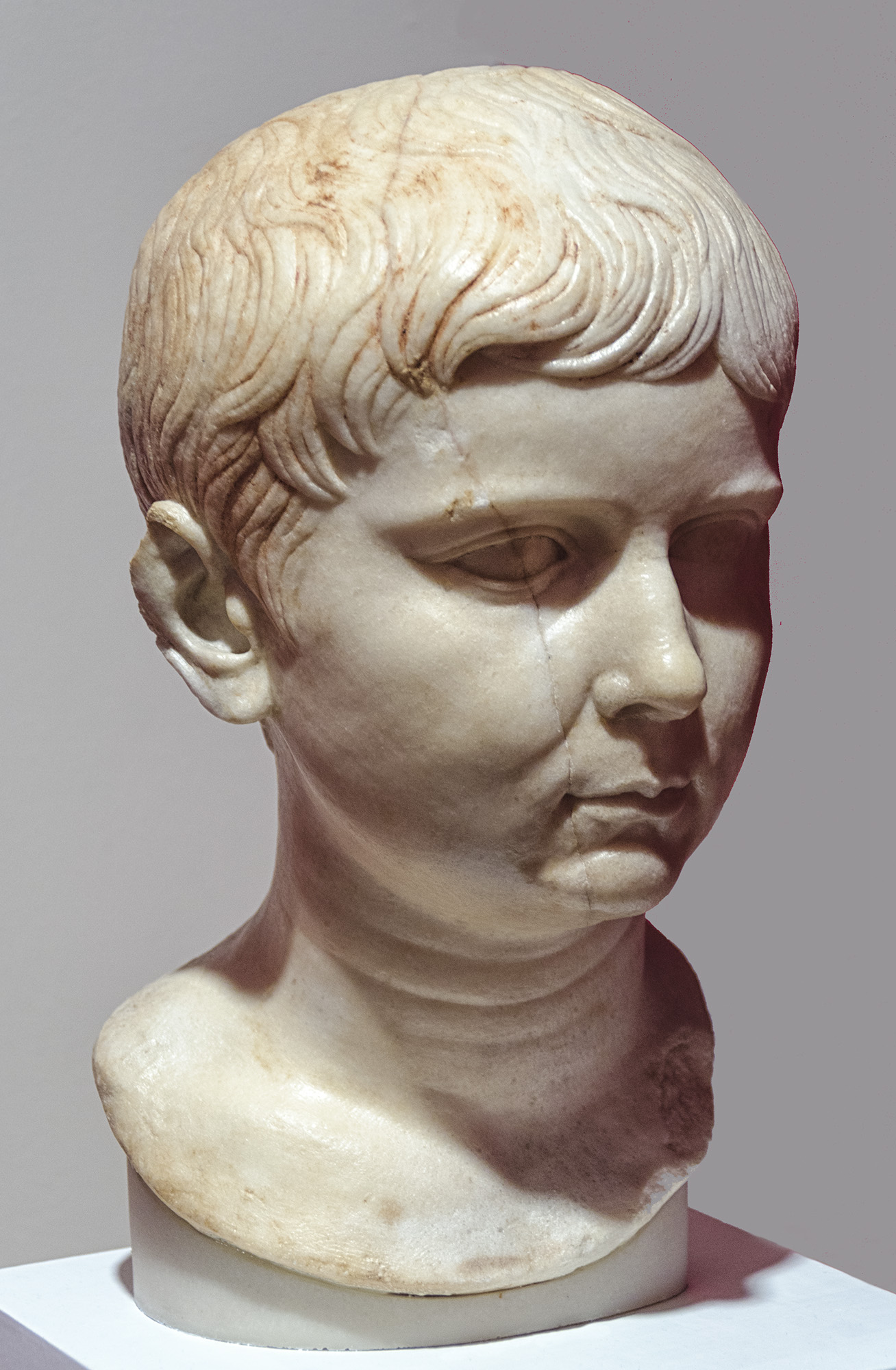
Busto de Lucio César procedente del foro de la ciudad romana de Ercavica, actualmente depositado en el Museo de Cuenca.

Lucio César nació en el año 17 a. C. —quizá el 29 de enero—, como segundo hijo de Marco Agripa y de su tercera esposa Julia la Mayor. Fue adoptado el mismo año de su nacimiento junto a su hermano, Cayo César, por su abuelo Augusto con evidentes intenciones de hacerlos sus herederos. Su padre biológico murió en el año 12 a. C.
Al igual que su hermano, apareció vestido de negro en los juegos funerarios en honor de su padre que se celebraron en el año 7 a. C. En el año 4 a. C. Augusto le confirió el título de princeps iuventutis  y dos años después lo designó cónsul para el año 4 d. C. Ese mismo año presidió los juegos que inauguraban el templo de Mars Ultor (Marte Vengador) y el nuevo foro de Augusto; además participó junto a su hermano Cayo en unos juegos troyanos.
Murió el 20 de agosto de 2 d. C. en Marsella de camino a un destino en Hispania, a donde se le enviaba para ganar experiencia militar, quizá de una enfermedad contagiosa. Se rumoreó entonces que Livia estaba detrás del suceso, pero Barrett rechaza tal acusación alegando las dificultades que implicaría organizar un envenenamiento a distancia. Su cuerpo fue escoltado hasta Roma por tribunos militares y los hombres principales de cada ciudad por las que pasaba el cortejo fúnebre. Fue enterrado en el Mausoleo de Augusto. Estuvo prometido a Emilia Lépida, descendiente de Sila y Pompeyo, pero su muerte impidió que pudieran casarse.

## Educación y honores
Fue educado por su abuelo y padre adoptivo como si fuese su tutor, quizá con un exceso de protección. Cuando acompañaba a Augusto en sus viajes, cabalgaba delante o a su lado. Estar rodeado de lujo y en una posición privilegiada parece ser que le había convertido en un joven arrogante e insufrible  y no se portaba como correspondía a un miembro de la casa imperial. Muchos en Roma, con sinceridad o para ganarse su favor, acudían a él para halagarlo o conseguir méritos políticos. Por otra parte, Lucio y su hermano Cayo fueron muy queridos por el pueblo: en cierta ocasión, aparecieron en una representación teatral y el público prorrumpió en aplausos; un centurión de Acerras erigió un altar en su honor con una inscripción en verso; la ciudad de Sardes les rindió honores; tras su muerte, la colonia de Pisa levantó un monumento descomunal para honrarlos. Tiberio escribió una elegía  en su honor en solidaridad con Augusto. Años después, Augusto en su testamento consideró su pérdida y la de su hermano un destino atroz.

### Obras clásicas
- Casio Dion (2011). Historia de Roma. Libros L-LX (Juan Manuel Cortés Copete, trad.). Editorial Gredos. ISBN 9788424920968.
- Suetonio (1998). Vidas de los Césares (Vicente Picón, trad.). Ediciones Cátedra. ISBN 9788437616360.
- Tácito (2007). Anales (Beatriz Antón Martínez, trad.). Akal. ISBN 9788446025368.

### Obras modernas
- Barrett, Anthony A. (2004). Livia. Primera dama de la Roma imperial (Inés Belaustegui Trías, trad.). Editorial Espasa Calpe. ISBN 8467014369.
- Everitt, Anthony (2008). Augusto. El primer emperador (Alexander Lobo, trad.). Editorial Ariel. ISBN 9788434452473.
- Levick, B. (1972). «Tiberius' Retirement to Rhodes in 6 B.C.». Latomus (en inglés) 31 (3): pp. 779-813.
- Platner, Samuel Ball (1929). A Topographical Dictionary of Ancient Rome (en inglés). Oxford University Press.
- Roldán, José Manuel (1995). «El ordenamiento constitucional del principado».  En José Manuel Roldán; José María Blázquez; Arcadio del Castillo, eds. El Imperio romano. Ediciones Cátedra. ISBN 8437608449.
- Southern, Pat (2013). Augusto (José Luis Gil Aristu, trad.). Editorial Gredos. ISBN 9788424936723.
- Syme, Ronald (2010). La revolución romana (Antonio Blanco Freijeiro, trad.). Crítica. ISBN 9788498921441.